# Antoine Maugard
Antoine Maugard, né le 17 août 1739 à Château-Voué (Moselle) et mort le 22 décembre 1817 à Paris, est un historien, généalogiste, latiniste et érudit français. Il a écrit sur des sujets très divers : la noblesse en France, la grammaire latine, le moyen d'éviter la falsification des documents, etc.

## Biographie
Antoine Maugard fait des études de droit à Paris en 1767 ; il retourne en Lorraine en 1774. Il revient à Paris en 1787.
Il a dépouillé de nombreux fonds d'archives lorrains : chapitre noble d'Épinal, abbaye de Beaupré, chartriers de plusieurs familles nobles.
Le 18 novembre 1783, il devient généalogiste de l'ordre de Saint-Hubert, ordre de chevalerie des duchés de Lorraine et de Bar.
Il présente en 1793 au Comité d'instruction publique de la Convention un projet tendant à fonder à la Bibliothèque nationale un enseignement d'histoire et de diplomatique dont il serait chargé.

## Publications
- Remarques sur la noblesse, dédiées aux Assemblées provinciales, Paris, Prault / Hardouin & Gattey, 1787, 75 p. (en ligne) ; 2e éd. augmentée, Paris, Lamy / Gattey, 1788, 344 p. (en ligne). Réimpression en fac-similé de la deuxième édition, avec une préface[3] d'Henry-Melchior de Langle et Jean-Louis de Tréourret de Kerstrat, Société de recherches historiques et nobiliaires, diff. Mémoires et documents, 1991.
- Antoine Maugard, Lettre à M. Chérin généalogiste des ordres du roi, &c. : Ouvrage critique & politique, dans lequel l'Auteur démontre, par les faits, les inconvénients & dangers des Abrégés & Traductions libres de Loix, Paris, 1788, 212 p. (lire en ligne).
- Antoine Maugard, Prospectus : Traité politique et historique de la noblesse françoise, v. 1787, 4 p. (lire en ligne).